# Liphistius maewongensis
Espèce
Liphistius maewongensis est une espèce d'araignées mésothèles de la famille des Liphistiidae.

## Distribution
Cette espèce est endémique de Thaïlande.

## Étymologie
Son nom d'espèce, composé de maewong et du suffixe latin -ensis, « qui vit dans, qui habite », lui a été donné en référence au lieu de sa découverte, le parc national de Mae Wong.

## Publication originale
- Sivayyapram, Smith, Weingdow & Warrit, 2017 : A new Liphistius species (Mesothelae: Liphistiidae: Liphistiinae) from Thailand, with notes on its natural history. Journal of Arachnology, vol. 45, no 3, p. 287.295.